# Harvest Records
Harvest Records é uma gravadora, criada em 1969 pela EMI para promover o rock progressivo.
Bandas famosas tiveram seus álbuns lançados pela Harvest, como Pink Floyd, Deep Purple e Electric Light Orchestra, por exemplo.
Após os anos 70, a gravadora mudou seu foco, gravando álbuns de bandas como Duran Duran, The Banned e Wire.
Após o lançamento do álbum The Final Cut, da banda Pink Floyd, em 1983, a marca foi durante algum tempo raramente usada para novos lançamentos.
Desde 2012, faz parte da Capitol Records e da Universal Music.Seu diretor é Piero Giramonti, que recebeu a missão de dirigir o selo como uma gravadora independente. Seu catálogo anterior pertence à Warner Music Group desde 2013 com a compra do Parlophone Label Group da EMI.
O catálogo de Pink Floyd pertence à gravadora Pink Floyd Records, com distribuição européia pela Warner Music e distribuição internacional pela Sony Music.